# Ammerännan

Ammerännan är ett mindre dike som rinner över Skanörs ljung. Den mynnar i norr i Höllviken och i söder i Falsterbobukten. Den sydligaste delen av denna ränna finns angivet på Gerhard von Buhrmans handritade karta 1684. På karta 1694/1695 är namnet angivet till "Amåå". Den smala, avlånga vattensamlingen är på kartan avdelad med något som troligen har varit en träbro. Denna bro finns också angiven på en karta från 1853. Rester av bron fanns kvar in till mitten av 1900-talet i form av stensamlingar. När LV 4 inrättade en skjutplats vid Falsterbonäsets södra sida anlade man en ny bro varvid lämningarna efter den gamla försvann.
Rännan i sin helhet finns angiven på en karta över Ljungmarken 1773. Lagmannen över Skåne och Blekinge Carl Hallenborg omtalar den på 1750-talet: 
"En liten bäck eller åå, går igenom denne peninsul (halvö) och löper i n. uti hafvet, kallas Amman". 
Rännan eller bäcken är troligtvis naturlig, åtminstone till en större del. Hade den varit grävd av människohand hade man rimligtvis lagt den över näsets smalaste del. Nu bildar den dessutom en längre bågform. En trolig funktion för rännan har varit att tjänstgöra som ett "drag". Sådana dragplatser från vikingatid och tidig medeltid finns belagda på flera platser i Danmark. Genom att dra de mindre skeppen av typ vikingaskepp över smala näs kunde man undvika farliga rev och dessutom tjäna seglingstid. 
Ammerännans moderna motsvarighet är Falsterbokanalen.